# Radio 88 Partille
Radio 88 Partille är en ideell verksamhet som sänder över Partille Närradiostation måndag-fredag på FM 88 MHz samt över internet. Dagtid spelas främst musik, på kvällarna sänds många lite smalare specialprogram, bland annat "Radio Spotnicks" och "Dansforum".
Radio 88 Partille drivs av föreningen Musikkanalen Radio 88:s Intresseförening. Medel för att bekosta sändningarna fås från annonsering i radion. Partille Närradioförening står för sändare och studio.